# Moviment Nacional Socialista Gentil Sud-africà
Els Camises grises (en anglès Greyshirts i en afrikaans Gryshemde) és el nom amb què s'anomena normalment el Moviment Nacional Socialista Gentil Sud-africà (en anglès South African Gentile National Socialist Movement), un moviment nazi sud-africà que va existir durant les dècades de 1930 i 1940. Inicialment, feia referència exclusivament a un grup paramilitar, però aviat es va convertir en un nom que representava el conjunt del moviment.
El NSDAP/AO va arribar a Sud-àfrica el 1932 i, com a resultat, van sorgir una sèrie de grups simpatitzants amb el nazisme. El més notable va ser el Moviment Nacional Socialista Gentil Sud-africà (també conegut com el Moviment Nacional Socialista Cristià Sud-africà), format per Louis Weichardt l'any següent. Es tracta d'un grup fortament antisemita que va organitzar els Camises grises a imatge de l'Sturmabteilung. Tot i això, la camisa grisa es va associar tant amb el grup que es va acabar emprant per identificar el conjunt del moviment. A diferència d'alguns grups extremistes, els Camises grises no es van dividir per línies lingüístiques, sinó que van intentar treballar tant amb els afrikaans com amb les poblacions de parla anglesa.
Els Camises grises van lluitar per mantenir la unitat, tanmateix, en van sorgir diverses escissions menors, com els Feixistes Sud-africans de Johannes von Moltke. La majoria d'aquests grups es van unir sota l'ègida de Daniel François Malan quan va formar el Partit Nacional «Purificat», encara que els Camises negres no hi van participar i es van presentar sols a les eleccions de 1938. La decisió, però, va resultar poc encertada, ja que els Camises negres no van tenir cap impacte. El grup va ser atacat durament pel Partit Nacional, amb un article que va aparèixer a Die Burger l'octubre de 1934 que afirmava que: «Creiem que aquest partit, conegut generalment com els Camises grises, sota la capa d'un moviment antijueu, lluita per una forma de govern perillosa a Sud-àfrica. Els Camises grises tenen com a objectiu establir un dictador a Sud-àfrica».
La immigració jueva de l'Alemanya nazi a Sud-àfrica va créixer significativament durant la dècada de 1930 i els Camises grises van llançar una campanya demanant-ne la fi. Un vaixell va ser llogat pel Council for German Jewry, un grup amb seu al Regne Unit, per portar el màxim de jueus possible a Ciutat del Cap, la qual cosa va portar als Camises grises a organitzar una protesta massiva contra el moviment. El nivell d'oposició va ser tal que Sarah Millin va apel·lar a Jan Smuts perquè s'ocupés dels Camises grises, tot i que la seva petició va ser ignorada. De fet, les relacions entre el Partit Nacional i els Camises Grises van millorar. Inicialment, a conseqüència d'una carta de Frans Erasmus, l'aleshores secretari del Partit Nacional, l'any 1937, elogiant els Camises Grises per posar en primer pla el «problema jueu» i culminant amb una sèrie de líders Camises grises membres Partit Nacional.
Les activitats van ser controlades durant la Segona Guerra Mundial, encara que els Camises grises van continuar existint i es van rebatejar com a Partit dels Treballadors Blancs (en anglès White Workers Party) el 1949. No obstant això, en aquest moment la major part dels membres se n'havien anat al Partit Herenigde Nasionale i, per tant, els Camises grises es van dissoldre.